# طلحة بن طاهر

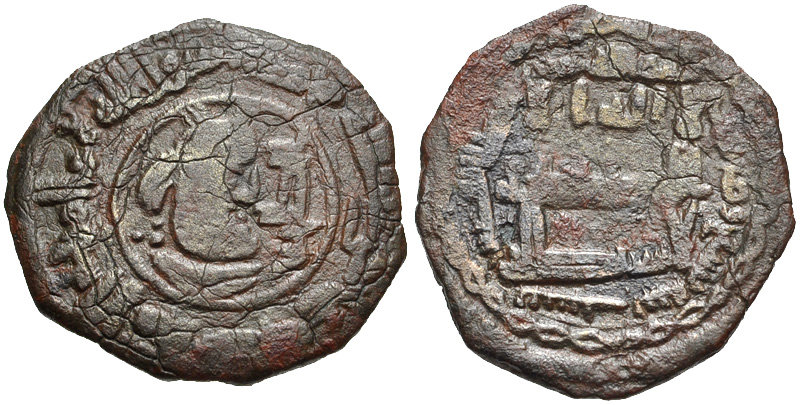
درهم طلحة بن طاهر ، تم سكه عام 824 م.

طلحة بن طاهر بن الحسين الخزاعي (توفي عام 215هـ/828م)؛ هو أمير وابن أمير طاهري ؛ عهد إليه الخليفة المأمون بولاية خراسان خلفا لوالده طاهر بن الحسين بعد وفاته (في عام 207 هـ الموافق لعام 822 م).